# Mariánské Lázně
Mariánské Lázně (pronunciació txeca: [ˈmarɪjaːnskɛː ˈlaːzɲɛ]; alemany: Marienbad) és una ciutat balneari del districte de Cheb a la regió de Karlovy Vary de la República Txeca. Té uns 12.000 habitants. La majoria dels edificis de la ciutat provenen de l'època daurada de la segona meitat del segle xix, quan moltes celebritats i grans governants europeus hi anaven a gaudir de les fonts curatives de diòxid de carboni.
El nucli urbà amb el paisatge cultural balneari està ben conservat i està protegit per llei com a reserva de monuments urbans. L'any 2021, la ciutat va passar a formar part del Patrimoni de la Humanitat transnacional de la UNESCO amb el nom de "Grans ciutats balnearis d'Europa" a causa de les seves fonts i el testimoni arquitectònic de la popularitat de les ciutats balnearis a Europa durant els segles XVIII i XX.

## Divisions administratives
La ciutat està formada per les divisions administratives i pobles de Mariánské Lázně, Hamrníky, Chotěnov-Skláře, Kladská, Stanoviště i Úšovice.

## Geografia
Mariánské Lázně es troba a uns 25 kilòmetres al sud-est de Cheb i a 31 kilòmetres al sud-oest de Karlovy Vary. El territori municipal s'estén en tres regions geomorfològiques: la part oriental es troba en un paisatge muntanyós de les terres altes de Teplá, la part sud-oest amb la major part de la superfície construïda es troba en una zona plana dels contraforts del bosc de l'Alt Palatí, i l'extrem nord es troba. al bosc de Slavkov. La major part del territori es troba a l'àrea de paisatge protegit del bosc de Slavkov.

## Persones notables
- Maurice Loewy (1833–1907), astrònom
- Werner Stark (1909–1985), sociòleg i economista
- Eduard Petiška (1924–1987), poeta i autor
- Peter Hofmann (1944–2010), tenor alemany
- Alex Čejka (nascut el 1970), golfista
- Jakub Flek (nascut el 1992), jugador d'hoquei sobre gel

## Ciutats agermanades
Mariánské Lázně està agermanada amb:
- Bad Homburg vor der Höhe, Alemanya (1990)
- Chianciano Terme, Itàlia (2000)
- Kiryat Motzkin, Israel (2016)
- Malvern, Anglaterra (2013)
- Marcoussis, França (2005)
- Weiden in der Oberpfalz, Alemanya (2007)